# Штраус, Эдуард
Эдуард Штраус (нем. Eduard Strauß; 15 марта 1835 — 28 декабря 1916) — австрийский композитор и дирижёр. Один из трёх сыновей известного композитора Иоганна Штрауса (старшего).

## Биография
Эдуард был третьим ребёнком в семье. Всего в семье было пятеро детей. Его отец, Иоганн Штраус (старший), практически не занимался воспитанием детей, так как постоянно гастролировал по Европе. Единственное, за чем он очень строго следил (и того же требовал от своей жены Анны), — чтобы его отпрыски не сочиняли музыку и не учились играть на скрипке. Но старший из сыновей, Иоганн, тайком учился играть на скрипке. Под его влиянием пристрастился к музыке, всецело посвятив себя ей, и Эдуард, которого отец предназначал для дипломатической карьеры.
После смерти отца на семейном совете в 1853 году было решено: поскольку Иоганн не может разорваться между гастролями, выступлениями в Вене и сочинительством, то дирижировать отцовским оркестром, подменяя его, должен второй брат — Йозеф. Когда старший брат Иоганн стал пропадать по полгода в России, Йозефу, несмотря на слабое здоровье, пришлось очень много работать, и он в конце концов переутомился. Тогда на помощь пришёл Эдуард. В 1861 году он впервые дирижировал оркестром своего брата Иоганна. С тех пор на афишах писали просто «Штраус», и публика не знала, кого из братьев будет слушать.
Эдуард, как и братья, дирижировал, играл на скрипке и сочинял вальсы. Он сочинил около двух сотен танцевальных пьес. Считался лучшим интерпретатором произведений своего отца и братьев. Эдуард был чрезвычайно красив и поэтому очень нравился публике. Он дирижировал Капеллой Штрауса в течение трех десятилетий, вплоть до её роспуска в 1901 году.
В 1890 году приезжал в Россию и с большим успехом дирижировал концертами в Павловске.
В 1906 он опубликовал воспоминания — весьма субъективную, мстительную и недостоверную хронику семейства Штраусов.
Он концертировал до глубокой старости, но писать вальсы у него получалось всё хуже и хуже. Тогда, объявив, что эпоха венского вальса закончена, он сжег целый сундук рукописей отца и братьев в печах для обжига кирпичей. Владелец кирпичной мастерской умолял Эдуарда этого не делать, но тот был непреклонен.
Умер Эдуард 28 декабря 1916 года. Его сын Иоганн Штраус (1866—1939) пытался воскресить семейную традицию и гастролировал по Европе перед Первой мировой войной.
Каждый год в Европе проходит «Штраус-фестивале», посвящённый творчеству Штраусов. Испания, Италия, Австрия, Португалия, Франция, Германия наслаждаются великолепными вальсами, польками, маршами, галопами, увертюрами и ариями из оперетт известнейшей династии композиторов и дирижёров XIX века — Штраусов.

## Труды
Написал более 300 произведений, в которых видно стремление Эдуарда следовать традициям своего отца и старшего брата.
- «Путь открыт», быстрая полька